# 2007-es UEFA-kupa-döntő
A 2007-es UEFA-kupa-döntő 2007. május 16-án került megrendezésre a glasgowi Hampden Parkban két spanyol csapat az Espanyol és a Sevilla között.
A mérkőzést 2–2-es rendes játékidőt és hosszabbítást követően tizenegyesrúgásokkal 3–1 arányban a Sevilla nyerte meg.
Sorozatban másodjára hódította el a kupát az andalúziai csapat. Ez korábban a Real Madridnak sikerült 1985-ben és 1986-ban.

## A döntő részletei

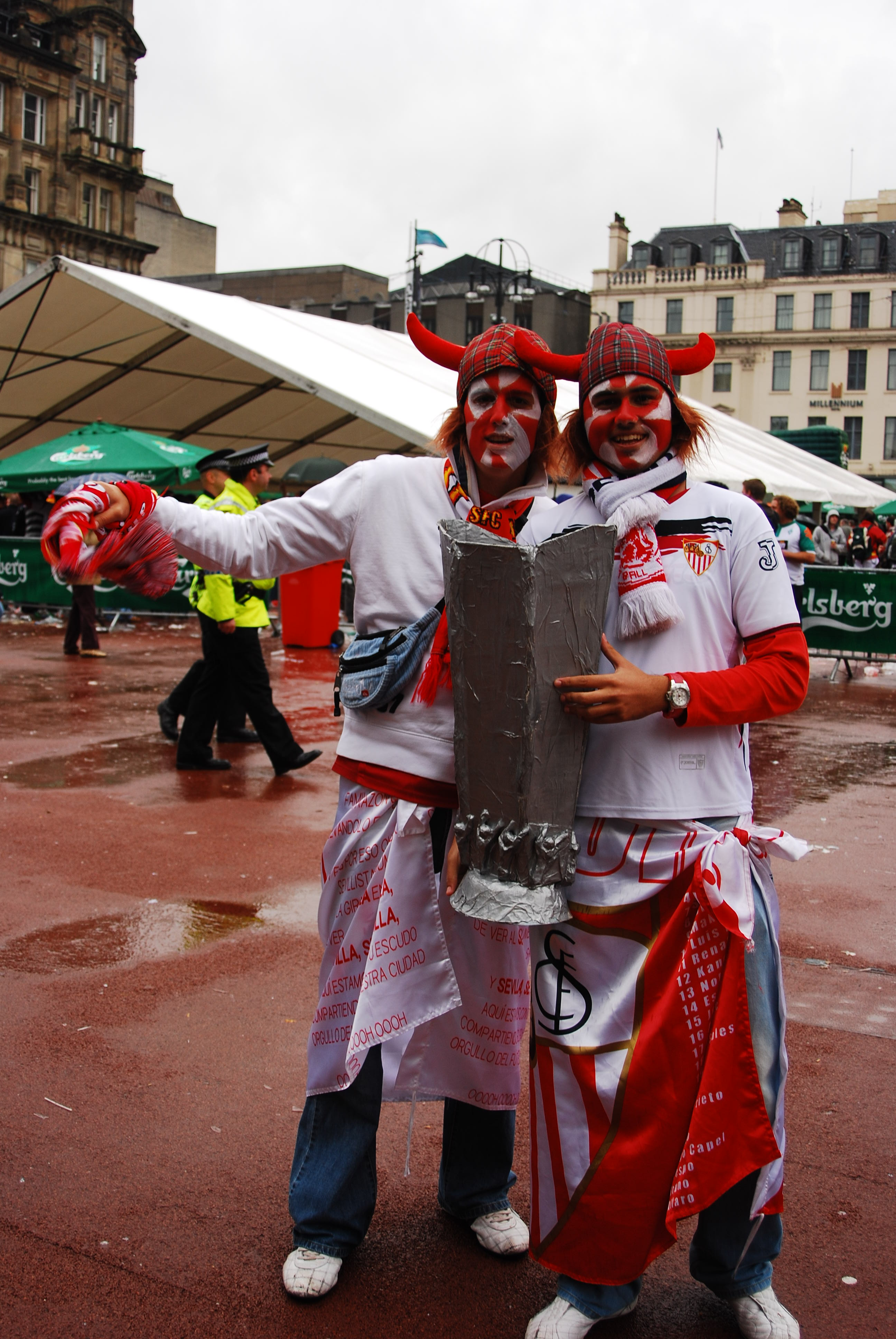
Sevilla drukkerek Glasgow utcáin.

| 2007. május 16. 20:45 (CET) |

| Espanyol                              | 2–2 (h. u.)          | Sevilla                           |
| ------------------------------------- | -------------------- | --------------------------------- |
| Riera 28' Jônatas 115'                | (1–1) ] Jegyzőkönyv] | Adriano 18' Kanouté 105'          |
| Büntetőpárbaj                         |                      |                                   |
| Luis García Pandiani Jônatas Torrejón | 1–3                  | Kanouté Dragutinović Alves Puerta |

| Hampden Park, Glasgow Nézőszám: 47 602 Játékvezető: Massimo Busacca ( Svájc) |

| Espanyol | Sevilla |

| ESPANYOL: |     |                        |
| |     |                        |
| GK | 1   | Gorka Iraizoz          |
| RB | 8   | Pablo Zabaleta         |
| CB | 21  | Daniel Jarque          |
| CB | 19  | Marc Torrejón          |
| LB | 3   | David                  |
| DM | 22  | Moisés Hurtado 68′     |
| RM | 18  | Francisco Rufete 56'   |
| LM | 11  | Albert Riera           |
| AM | 9   | Iván de la Peña 87'    |
| CF | 10  | Luis García            |
| CF | '23 | Raúl Tamudo (c) 73'    |
| Cserék: |     |                        |
| GK | 25  | Carlos Kameni          |
| DF | 4   | Jesús María Lacruz 73' |
| DF | 30  | Javier Chica           |
| MF | 6   | Eduardo Costa          |
| MF | 16  | Jônatas 87'            |
| FW | 7   | Walter Pandiani 56'    |
| FW | 20  | Ferran Corominas       |
| Vezetőedző: |     |                        |
| Ernesto Valverde Mérkőzés embere: Andrés Palop Asszisztensek: Matthias Arnet Stéphane Cuhat 4. számú játékvezető: Carlo Bertolini |     |                        |

| SEVILLA:     |    |                          |
|              |    |                          |
| GK           | 1  | Andrés Palop             |
| RB           | 4  | Dani Alves               |
| CB           | 2  | Javi Navarro (c)         |
| CB           | 19 | Ivica Dragutinović       |
| LB           | 16 | Antonio Puerta 115'      |
| RM           | 18 | José Luis Martí          |
| CM           | 8  | Christian Poulsen        |
| LM           | 6  | Adriano 76'              |
| AM           | 25 | Enzo Maresca 46'         |
| CF           | 12 | Frédéric Kanouté 82'     |
| CF           | 10 | Luís Fabiano 62' 64'     |
| Cserék:      |    |                          |
| GK           | 13 | David Cobeño             |
| DF           | 3  | David Castedo            |
| DF           | 20 | Aitor Ocio               |
| MF           | 11 | Renato 76'               |
| MF           | 15 | Jesús Navas 46'          |
| FW           | 7  | Javier Chevantón         |
| FW           | 9  | Alekszandr Kerzsakov 64' |
| Vezetőedző:  |    |                          |
| Juande Ramos |    |                          |

## Statisztika
|                 | Espanyol | Sevilla |
| --------------- | -------- | ------- |
| Gól             | 2        | 2       |
| Összes lövés    | 15       | 28      |
| Kapura lövés    | 9        | 9       |
| Labda birtoklás | 43%      | 57%     |
| Szöglet         | 10       | 14      |
| Szabálytalanság | 23       | 15      |
| Les             | 0        | 4       |
| Sárga lap       | 1        | 3       |
| Piros lap       | 1        | 0       |